# Angerme
ANGERME («Анжерм», яп.: アンジュルム Андзюруму; до 17 декабря 2014 года — S/mileage) — японская идол-группа, обладатель присуждаемой Союзом композиторов Японии награды «Лучший новый исполнитель» за 2010 год.

## Состав
| Имя                              | Дата рождения   | Возраст | Дата вступления      | Поколение | Цвет               | Примечания |
| -------------------------------- | --------------- | ------- | -------------------- | --------- | ------------------ | ---------- |
| Аяка Вада (яп. 和田彩花)         | 1 августа 1994  | 30      | 4 апреля 2009 года   | 1         | Красный            | Лидер      |
| Кана Наканиси (яп. 中西香奈)     | 4 июня 1997     | 28      | 14 августа 2011 года | 2         | Светло-розовый     | Вице-лидер |
| Акари Такэути (яп. 竹内朱莉)     | 23 ноября 1997  | 27      | 14 августа 2011 года | 2         | Синий              | Вице-лидер |
| Рина Кацута (яп. 勝田里奈)       | 6 апреля 1998   | 27      | 14 августа 2011 года | 2         | Оранжевый          |            |
| Мидзуки Мурота (яп. 室田瑞希)    | 12 июня 1998    | 27      | 4 октября 2014 года  | 3         | Голубой            |            |
| Махо Айкава (яп. 相川茉穂)       | 26 марта 1999   | 26      | 4 октября 2014 года  | 3         | Зелёный            |            |
| Рикако Сасаки (яп. 佐々木莉佳子) | 28 мая 2001     | 24      | 4 октября 2014 года  | 3         | Жёлтый             |            |
| Моэ Камикокурё (яп. 上國料萌衣)  | 24 октября 1999 | 25      | 11 ноября 2015 года  | 4         | Цвет морской волны |            |
| Момона Касахара (яп. 笠原桃奈)   | 22 октября 2003 | 21      | 16 июля 2016 года    | 5         | Ярко-розовый       |            |

### Бывшие участницы

#### Первое поколение
- Канон Фукуда (яп. 福田花音) (цвет:      ярко-розовый), род. 12 марта 1995 (30 лет) (также участница Shugo Chara Egg!, Shin Mini Moni, LilPri), покинула группу 29 ноября 2015 года
- Юка Маэда (яп. 前田憂佳) (цвет:      розовый), род. 28 декабря 1994 (30 лет) (также участница High-King, Shugo Chara Egg!, LilPri), покинула группу 31 декабря 2011 года
- Саки Огава (яп. 小川紗季) (цвет:      светло-зелёный), род. 18 ноября 1996 (28 лет) (также участница ZYX-α), покинула группу 27 августа 2011 года

#### Второе поколение
- Фуюка Косуга (яп. 小数賀芙由香) (цвет:      оранжевый), род. 19 ноября 1997 (27 лет), покинула группу 9 сентября 2011 года
- Мэйми Тамура (яп. 田村芽実) (цвет:      пурпурный), род. 30 октября 1998 (26 лет), покинула группу 30 мая 2016 года

## История

### 2009
4 апреля 2009 года Цунку в своём блоге объявил, что из нескольких участниц Hello! Pro Egg* будет создана новая группа. Видимо, нагнетая напряжение, он сообщал детали постепенно в последующих записях в блоге, сначала раскрыв имена участниц будущей группы, а 7 мая — как группа будет называться. Как Цунку объяснил, «S/mileage» — от английских слов «smile» и «age» и означает «возраст улыбок».
Трое из участниц S/mileage: Аяка Вада, Юка Маэда и Канон Фукуда, ранее входили в состав поп-группы Shugo Chara Egg!, исполнявшей песни для аниме Shugo Chara!.
23 ноября 2009 года вышел 3-й сингл группы, «Sukichan», а 27 ноября Цунку устроил сюрприз для девушек во время концерта Hello! Pro Eggs в Йокогаме. В своём видеобращении к группе он сообщил, что весной будущего года состоится выпуск S/mileage из «Яиц», после чего станут полноправными членами Hello! Project и дебютируют на мэйджоре.
*Hello! Pro Egg — что-то вроде группы кандидаток в Hello! Project, наборы в неё проводятся с 2004 года.

### 2010
В феврале 2010 года Цунку выпустил новое видеообращение, в котором объявил, что дебютный мэйджор-сингл S/mileage запланирован на май, но чтобы он стал реальностью, группе надо будет пройти испытание: собрать 10000 улыбок. Продолжая обыгрывать имя S/mileage, он сказал, что задание связано с тем, что в названии группы присутствуют слова «smile» и «mileage»*. Девушкам требовалось собрать фотографии десяти тысяч улыбающихся фанатов, которых попросили присылать свои улыбки через Интернет.
Кампания набирала обороты, поклонники фотографировались, информация о количестве уже собранных улыбок регулярно публиковалась. А тем временем 14 марта вышел 4-й и последний независимый сингл группы, «Otona ni Narutte Muzukashii!!!», который возглавил хит-парад инди-синглов Орикона.
Группа активно рекламировала свою кампанию по сбору улыбок, организовав по всей стране встречи с фанами, на которых можно было сфотографироваться с группой и взять автограф. 19 марта в Нагое S/mileage дали свой первый сольный мини-концерт, а 20 марта открывали концерт весеннего турне группы °C-ute.
После того, как 25 марта истёк срок сбора улыбок, было объявлено, что результат будет обнародован 3 апреля на совместном концерте S/mileage и Эрины Мано. Тем не менее уже на 27 марта была намечена церемония выпуска группы S/mileage из Hello! Pro Eggs.
Наконец, настал день 3 апреля. На концерте Цунку объявил, что S/mileage собрали необходимое число улыбок и представил зрителям мозаику, составленную девочками из 10000 фотографий.
Первый мэйджор-сингл группы, «Yume Miru Fifteen», вышел 25 мая и достиг 5-й строчки хит-парада Oricon.
8 октября 2010 года стартовал первый концертный тур S/mileage.
31 октября этого же года группа приняла участие в "Halloween Party", устроителем которой является японский певец HYDE.
Первый альбом группы, названный «Warugaki 1», появление которого зимой на прилавках магазинов было анонсировано ещё в конце августа, вышел 6 декабря.
30 декабря состоялась церемония вручения наград Japan Record Awards, на которой S/mileage получили награду Best New Artist, победив в числе других номинантов корейскую гёрл-группу Girls' Generation.
*mileage (англ.) — пробег в милях, километраж

### 2011
9 февраля 2011 года вышел уже 4-й мэйджор-сингл группы, попавший на 5-ю строчку Орикона и на 9-ю строчку японского Биллборда. Продажи в первую неделю по данным Орикона составили 20492 экземпляров, что до сих пор является наивысшим достижением S/mileage.
5-й мэйджор-сингл группы, в видеоклипе к которому у девочек были поросячьи носы, появился 27 апреля и продолжил серию хитов с 6-м местом Орикона.
В воскресенье 29 мая на мероприятии, посвященном годовой годовщине дебюта S/mileage на мэйджоре, было показано видеообращение Цунку, в котором он, поздравив участниц, неожиданно заметил, что группе «чего-то не хватает» и затем сообщил о своём решении провести прослушивания новых девушек в группу. Последующее его замечание о возможности отставки кого-то из теперешних участниц вызвало волнение среди зрителей. В тот же день официальный сайт S/mileage поместил информацию о грядущем наборе в группу девушек среднего и старшего школьного возраста, причём первый тур прослушиваний стартует уже 4 июня в конференц-центре «TKP Shibuya» в Токио, в пяти минутах ходьбы от станции «Сибуя», и продлится весь месяц. Как Цунку объяснил в тот же день в своём твиттере, он с самого начала ясно говорил, что количество участниц группы не фиксировано, и только теперь решил эту концепцию ввести в действие.
О результатах прослушиваний было объявлено 14 августа. В группе появились ещё 5 участниц: Акари Такэути и Рина Кацута из Hello! Pro Egg и 3 совсем новые девочки: Кана Наканиси, Фуюка Косуга и Мэйми Тамура.
24 августа было опубликовано официальное объявление о предстоящем уже через 3 дня, 27 августа, выпуске из группы и из Hello! Project Саки Огавы, которая, по словам продюсера группы Цунку, ещё в мае этого года попросила позволить ей уйти из группы и вернуться к жизни обычной ученицы средней школы.

## Дискография

### Синглы
| №                                  | Название | Дата выхода                        | Место                              | Место                              | Продажи (Oricon)                   | Продажи (Oricon)                   |
| №                                  | Название | Дата выхода                        | Oricon                             | Billboard Japan Hot 100            | 1-я нед.                           | Всего                              |
| S/mileage, инди-лейбл Good Factory | S/mileage, инди-лейбл Good Factory | S/mileage, инди-лейбл Good Factory | S/mileage, инди-лейбл Good Factory | S/mileage, инди-лейбл Good Factory | S/mileage, инди-лейбл Good Factory | S/mileage, инди-лейбл Good Factory |
| ---------------------------------- | --- | ---------------------------------- | ---------------------------------- | ---------------------------------- | ---------------------------------- | ---------------------------------- |
| 1                                  | «Ama no Jaku» (яп. ぁまのじゃく Ама но дзяку) | 6 июня 2009                        |                                    |                                    |                                    |                                    |
| 2                                  | «Asu wa Date na no ni, Ima Sugu Koe ga Kikitai» (яп. あすはデートなのに、今すぐ声が聞きたい) | 23 сентября 2009                   |                                    |                                    |                                    |                                    |
| 3                                  | «Sukichan» (яп. スキちゃん Сукитян) | 23 ноября 2009                     | 159                                |                                    |                                    |                                    |
| 4                                  | «Otona ni Narutte Muzukashii!!!» (яп. オトナになるって難しい！！！ Отона ни наруттэ мудзукаси:) | 14 марта 2010                      | 42                                 |                                    |                                    |                                    |
| S/mileage, лейбл Hachama           | |                                    |                                    |                                    |                                    |                                    |
| 1                                  | «Yume Miru Fifteen» (яп. 夢見る１５歳 Юмэ миру фифти:н) | 26 мая 2010                        | 5                                  | 22                                 | 20938                              | 24936                              |
| 2                                  | «OO Ganbaranakutemo ee Nende!!» (яп. ○○がんばらなくてもええねんで) | 4 августа 2010                     | 6                                  | 22                                 | 18987                              | 24489                              |
| 3                                  | «Onaji Jikyuu de Hataraku Tomodachi no Bijin Mama» (яп. 同じ時給で働く友達の美人ママ) | 29 сентября 2010                   | 5                                  | 17                                 | 17998                              | 29533                              |
| 4                                  | «Shortcut» (яп. ショートカット Сётокатто) | 9 февраля 2011                     | 5                                  | 9                                  | 20492                              | 22831                              |
| 5                                  | «Koi ni Booing Boo!» (яп. 恋にBooing ブー! Кои ни Booing бу!) | 27 апреля 2011                     | 6                                  | 20                                 | 19049                              | 20954                              |
| 6                                  | «Uchouten LOVE» (яп. 有頂天LOVE Учо:тэн LOVE) | 10 августа 2011                    | 5                                  | 20                                 | 29333                              | 33823                              |
| 7                                  | «Tachiagirl» (яп. タチアガール Татиаgirl) | 28 сентября 2011                   | 4                                  | 17                                 | 22792                              | 26328                              |
| 8                                  | «Please Minisuka Postwoman!» (яп. プリーズ ミニスカ ポストウーマン！ Please минисука postwoman, «Please Miniskirt Postwoman»)                                                                                             | 28 декабря 2011                    | 5                                  | 70                                 | 34132                              | 36513                              |
| 9                                  | «Chotto Matte Kudasai!» (яп. チョトマテクダサイ！ Тётто маттэ кудасай) | 1 февраля 2012                     | 6                                  | 28                                 | 19700                              | 22106                              |
| 10                                 | «Dot Bikini» (яп. ドットビキニ Дотто бикини) | 2 мая 2012                         | 6                                  |                                    | 20043                              | 22133                              |
| 11                                 | «Suki yo, Junjō Hankōki» (яп. 好きよ、純情反抗期, "I Love You, Pure-hearted Rebellious Stage") | 22 августа 2012                    | 7                                  |                                    | 22866                              | 24508                              |
| 12                                 | «Samui ne» (яп. 寒いね。, "It's Cold, Isn't It?") | 28 ноября 2012                     | 6                                  |                                    | 19308                              | 21120                              |
| 13                                 | «Tabidachi no Haru ga Kita» (яп. 旅立ちの春が来た, "Spring of Departure Has Come") | 20 марта 2013                      | 4                                  |                                    | 22560                              | 23969                              |
| 14                                 | «Yattaruchan / Atarashii Watashi ni Nare!» (яп. ヤッタルチャン/新しい私になれ!) | 3 июля 2013                        | 4                                  |                                    | 26573                              | 27935                              |
| 15                                 | «Ee ka!? / Ii Yatsu» (яп. ええか!?/「良い奴) | 18 декабря 2013                    | 3                                  |                                    | 33320                              | 37141                              |
| 16                                 | «Mystery Night! / Eighteen Emotion» (яп. ミステリーナイト！／エイティーン エモーション) | 30 апреля 2014                     | 2                                  |                                    | 34340                              | 36616                              |
| 17                                 | «Aa Susukino / Chikyu wa Kyo mo Ai o Hagukumu» (яп. 嗚呼 すすきの/地球は今日も愛を育む) | 20 августа 2014                    | 5                                  |                                    | 28051                              | 29528                              |
| Angerme, лейбл Hachama             | |                                    |                                    |                                    |                                    |                                    |
| 18                                 | «Taiki Bansei / Otome no Gyakushū» (яп. 大器晩成/乙女の逆襲) | 4 февраля 2015                     | 2                                  |                                    | 43104                              | 48069                              |
| 19                                 | «Nana Korobi Ya Oki / Gashin Shoutan / Mahou Tsukai Sally» (яп. 七転び八起き／臥薪嘗胆／魔法使いサリー) | 22 июля 2015                       | 2                                  |                                    | 42633                              | 46885                              |
| 20                                 | «Desugita kui wa utarenai / Donden Gaeshi / Watashi» (яп. 出すぎた杭は打たれない/ドンデンガエシ/わたし) | 11 ноября 2015                     | 2                                  |                                    | 39787                              | 42229                              |
| 21                                 | «Tsugitsugi Zokuzoku / Itoshima Distance / Koi Nara Tokku ni Hajimatteru» (яп. 次々続々／糸島Distance／恋ならとっくに始まってる)                                                                                          | 27 апреля 2016                     | 2                                  |                                    | 52682                              | 56865                              |
| 22                                 | «Umaku Ienai / Ai no Tame Kyō made Shinka Shitekita Ningen Ai no Tame Subete Taika Shitekita Ningen / Wasurete Ageru» (яп. 上手く言えない／愛のため今日まで進化してきた人間 愛のためすべて退化してきた人間／忘れてあげる) | 19 октября 2016                    |                                    |                                    |                                    |                                    |

### Сотрудничество
| Исполнитель                                                              | Название                                                         | Дата выпуска   |
| ------------------------------------------------------------------------ | ---------------------------------------------------------------- | -------------- |
| Oha Girl Maple with S/mileage (яп. おはガールメープル with スマイレージ) | «My School March» (яп. マイ・スクール・マーチ Май суку:ру ма:ти) | 24 ноября 2010 |

### Студийные альбомы
| Год  | Название                                                                                                  | Дата выхода    | Чарты | Продажи (Oricon) |
| Год  | Название                                                                                                  | Дата выхода    | JP    | 1-я нед.         |
| ---- | --- | -------------- | ----- | ---------------- |
| 2010 | Warugaki 1 (яп. 悪ガキッ①)                                                                                | 8 декабря 2010 | 18    | 8905             |
| 2012 | S/mileage Best Album Kanzenban 1 (яп. スマイレージ ベストアルバム完全版１)                                | 30 мая 2012    | 13    | 6339             |
| 2013 | 2 Smile Sensation (яп. ②スマイルセンセーション)                                                           | 22 мая 2013    | 13    | 6199             |
| 2015 | S/mileage / ANGERME SELECTION ALBUM「Taiki Bansei」 (яп. S/mileage / ANGERME SELECTION ALBUM「大器晩成」) | 25 ноября 2015 | 17    |                  |

## Награды

### Japan Record Awards
Japan Record Awards — крупнейшая церемония вручения премий, проводимая ежегодно Союзом композиторов Японии (яп. 日本作曲家協会).
| Год  | Номинированная работа | Номинация             | Результат |
| ---- | --------------------- | --------------------- | --------- |
| 2010 | «Yume Miru Fifteen»   | New Artist Award      | Победа    |
| 2010 | «Yume Miru Fifteen»   | Best New Artist Award | Победа    |

### Официальный канал S/mileage на YouTube
- S/mileage Channel

#### Видеоклипы
Инди
1. S/mileage «Ama no Jaku» (1-й инди-сингл)
2. S/mileage «Asu wa Date na no ni, Ima Sugu Koe ga Kikitai» (2-й инди-сингл)
3. S/mileage «Sukichan» (3-й инди-сингл)
4. S/mileage «Otona ni Narutte Muzukashii!!!» (4-й инди-сингл)

На мэйджоре
1. S/mileage «Yume Miru Fifteen» (1-й сингл)
2. S/mileage «OO Ganbaranakutemo ee Nende!!» (2-й сингл)
3. S/mileage «Onaji Jikyuu de Hataraku Tomodachi no Bijin Mama» (3-й сингл)
4. S/mileage «Shortcut» (4-й сингл)
5. S/mileage «Koi ni Booing Boo!» (5-й сингл)
6. S/mileage «Uchouten LOVE» (6-й сингл)
7. S/mileage «Tachiagirl» (7-й сингл)
8. S/mileage «Please Miniskirt Postwoman!» (8-й сингл)
9. S/mileage «Chotto Matte Kudasai!» (9-й сингл)
10. S/mileage «Dot Bikini» (10-й сингл)
11. S/mileage «Suki yo, Junjou Hankouki.» (11-й сингл)
12. S/mileage «Samui ne.» (12-й сингл)

Lil Pri
1. Lil Pri «Aidoruru»
2. Lil Pri «Little Princess Pri!»
Hello! Project Mobekimasu
1. Hello! Project Mobekimasu «Busu ni Naranai Tetsugaku»

### Официальный канал Up-Front Agency на YouTube
- UP-FRONT CHANNEL

#### Видеоклипы
Lil Pri
- Lil Pri «Aidoruru»

Oha Girl Maple with S/mileage
- Oha Girl Maple with S/mileage «My School March»